# Charles Horace Mayo
Charles Horace Mayo (19 de julio de 1865 - 26 de mayo de 1939) fue un médico y cirujano estadounidense, cofundador de la reconocida Clínica Mayo junto con su hermano, William James Mayo y los doctores Augustus Stinchfield, Christopher Graham, E. Star Judd, Henry Stanley Plummer, Melvin Millet y Donald Balfour.
Trabajó en el Hospital de St. Mary's, fundado por su padre William Worral Mayo. Introdujo varias innovaciones en el campo de la neurología y en la cirugía del bocio. También deben destacarse sus técnicas sobre cirugía ortopédica y sus intervenciones de cataratas.
Mayo se retiró en 1930 y murió de neumonía en 1939 en Chicago, Illinois.